# Лошадь Пржевальского в Беларуси
Лошадь Пржевальского для Беларуси — интродуцированный вид млекопитающих, представитель белорусской фауны лошадиных.

## История
История лошадей Пржевальского в Белоруссии началась с лошадей, которые были выпущены зоологами в Чернобыльской зоне отчуждения на территории Украины. Эти особи были потомками лошадей, привезённых из Северо-Западного Китая в заповедник «Аскания-Нова» с целью восстановления вида. Со временем из-за регулярных пожаров в зоне и неконтролируемого браконьерства табуны лошадей всё больше и больше начали продвигаться в сторону белорусско-украинской границы, а потом и перешли её. В 2007 году две самки с самцом перешли на белорусскую территорию.
В 2023 году лошадь Пржевальского была внесена в Красную книгу Республики Беларусь.

## Современная популяция
Популяция лошадей Пржевальского в зоне отчуждения Чернобыльской АЭС является одной из самых больших в мире, но пока неизвестно точно, какая её часть преимущественно живёт на территории Белоруссии. Среди них есть особи с выразительно гибридным фенотипом (например, длинная грива), что свидетельствует о скрещивании с домашней лошадью.
Технически называть этих лошадей исключительно белорусскими невозможно, поскольку периодически они переходят в Украину. Относительно основательно в белорусской части чернобыльской зоны живут три небольших табуна. Табун обычно состоит из небольшой семьи: 4—5 взрослых кобылиц с потомками и один жеребец во главе стада. Жеребцов, которые достигли зрелости, из табуна выгоняют. Они живут поодиночке либо формируют свои холостяцкие группы.
Экологически табуны лошадей Пржевальского адаптировались хорошо: они используют полуразрушенные здания заброшенных населённых пунктов для защиты от непогоды, успешно противостоят крупным хищникам — рысям и волкам. Лошади обычно обитают возле заброшенных деревень, при этом порой могут заходить глубоко в лес. Они также облюбовали широкие противопожарные просеки и заброшенные, но ещё не полностью разрушившиеся конюшни и коровники.